# Unione montana del Tronto e Valfluvione
L'Unione Montana del Tronto e Valfluvione ha sede ad Ascoli Piceno, nelle Marche e si estende per 444,23 km² comprendendo 9 comuni della provincia di Ascoli Piceno; oltre alla sede amministrativa nel capoluogo dispone di una sede legale ad Acquasanta Terme. Costituita con L. R. 6 giugno 1973 n. 12 e identificata come Zona N., con l'approvazione del primo statuto da parte della Regione Marche (L. R. 7 gennaio 1975 n. 2) l'ente ha assunto la denominazione di Comunità montana del Tronto. Successivamente è stata denominata Unione Montana del Tronto e Valfluvione.

## Geografia fisica
Ad eccezione di Ascoli Piceno, la Comunità montana include tutti i comuni marchigiani dell'alto e medio bacino del Tronto, eccetto però la principale convalle del Castellano, affluente di destra del fiume, che ne riceve le acque proprio nel centro urbano del capoluogo.
L'altitudine varia dai 90 m s.l.m. del fondovalle presso Appignano del Tronto ai 2.476 della cima del Monte Vettore nel territorio di Arquata del Tronto.

## Comuni
La Comunità montana è costituita dai comuni di:
- Acquasanta Terme
- Appignano del Tronto
- Arquata del Tronto
- Castignano
- Montegallo
- Palmiano
- Roccafluvione
- Venarotta

Il comune con più abitanti è Castignano che secondo il dato ISTAT del 31/08/2019 ha una popolazione pari a 2 677 abitanti, mentre quello meno popolato è Palmiano che, secondo il dato ISTAT del 31/08/2019, ne ha 177.

### Curiosità
Originariamente includeva lo stesso comune di Ascoli Piceno, uscitone nel 1995 in seguito al riordino delle autonomie locali da parte di Stato e regione.